# Lusignan Mária aragóniai királyné
Lusignan Mária (1273 – Tortosa, 1322. szeptember 10.) ciprusi és jeruzsálemi királyi hercegnő, házassága révén aragón királyné. I. (II.) János és II. Henrik ciprusi és jeruzsálemi királyok, valamint Lusignan Amalrik ciprusi régens húga és Lusignan Margit örmény királyné nővére. A Lusignan-ház tagja.

## Élete

Lusignan Miária aragón királyné címere

Apja III. Hugó ciprusi és I. Hugó néven jeruzsálemi király, Poitiers-i Henrik antiochiai hercegnek és Lusignan Izabella ciprusi királyi hercegnőnek, I. (Lusignan) Hugó ciprusi király és Champagne-i Aliz jeruzsálemi királyi hercegnő ifjabb lányának a fia. Édesanyja Ibelin Izabella bejrúti úrnő, Ibelin Guido és Filippa Barlais leánya.
Mária 1315. június 15-én a nicosiai Szent Bölcsesség Székesegyházban képviselők útján házasságot kötött II. Jakab aragón királlyal. A tényleges házasságra 1315. november 27-én Girona városában került sor. Házasságuk gyermektelen maradt.

## Külső hivatkozások
- Euweb/The House of Poitou
- Euweb/The House of Barcelona

| Előző Anjou Blanka | Aragónia királynéja 1315 – 1322  | Következő Moncadai Elisenda |
| Előző Anjou Blanka | Valencia királynéja 1315 – 1322  | Következő Moncadai Elisenda |
| Előző Anjou Blanka | Szardínia királynéja 1315 – 1322 | Következő Moncadai Elisenda |
| Előző Anjou Blanka | Barcelona grófnéja 1315 – 1322   | Következő Moncadai Elisenda |

1. ↑  p11337.htm#i113366
2. ↑  p11337.htm#i113366, 2020. augusztus 7.